# Palermo
Palermo (tiếng Sicilia: Palermu, tiếng La Tinh; Panormus, tiếng Hy Lạp: Πάνορμος, Panormos) là một thành phố lịch sử ở miền nam nước Ý, thủ phủ của vùng tự trị Sicilia và tỉnh Palermo. Thành phố này nổi tiếng với lịch sử, văn hóa, kiến trúc, ẩm thực giàu truyền thống, những đặc trưng đã gắn liền với thành phố trong hơn 2.700 năm tuổi. Palermo nằm ở phía tây bắc đảo Sicilia, giáp vịnh Palermo thuộc biển Tyrrhenus.
Thành phố được lập ra bởi những người Phoenicia, nhưng được đặt theo tên Hy Lạp cổ đại Panormus. Palermo trở thành một phần của Cộng hòa La Mã và sau đó là Đế quốc Byzantine, trong hơn một nghìn năm. Có một khoảng thời gian nó chịu sự thống trị của người Ả Rập. Sau khi người Norman tái chiếm vùng đất này, Palermo trở thành thủ đô của Vương quốc Sicilia mới từ 1130 tới 1816. Cuối cùng nó sáp nhập với Vương quốc Napoli để trở thành Vương quốc Song Sicilia trước khi nước Ý thống nhất năm 1860.
Dân số khu vực thành thị của Palermo ước tính khoảng 855.285 người, còn dân số vùng Đại đô thị là vùng có dân số đông thứ 5 ở Ý với khoảng 1.2 triệu người. Ngôn ngữ chính ở đây là tiếng Ý và phương ngữ Sicilia.